# آندریا مولتا
آندریا مولتا (ایتالیایی: Andrea Moletta؛ زادهٔ ۲۳ فوریهٔ ۱۹۷۹) دوچرخه‌سوار اهل ایتالیا است.